# Isca Augusta

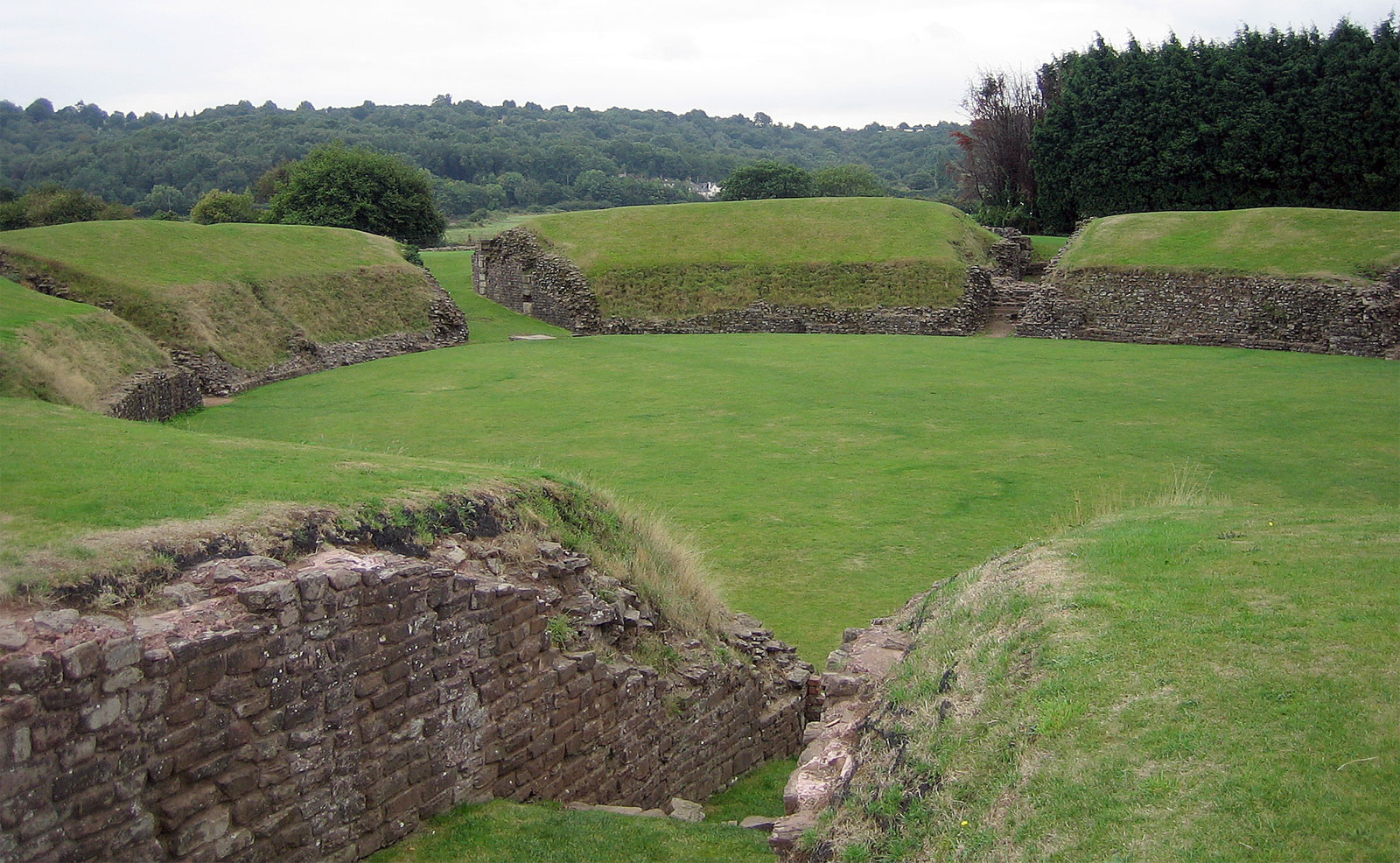
Restes de l'amfiteatre d'Isca

Isca Augusta (o Isca Silurum) era una fortalesa romana en l'actual Gal·les meridional; la ciutat era a l'indret ara ocupat per Caerleon, no lluny de Newport.

## Nom
El nom Isca en britànic significava 'aigua', i es referiria a l'aigua de l'actual riu Usk. El nom Augusta apareix en l'Anònim de Ràvenna, i el deriva de la presència de la Legio II Augusta. Era també popularment coneguda com a Isca Silurum perquè es trobava sobre l'antic territori dels silurs i per distingir-la de l'homònima Isca Dumnoniorum (actual Exeter). L'actual nom de Caerleon procedeix del gal·lés, llengua en què significa 'fort de les legions'.

## Fortalesa
Isca esdevingué seu de la Legió II Augusta cap a 75, quan el governador romà Sext Juli Frontí emprengué la conquesta del sud de Gal·les. S'hi construí una primera fortalesa de fusta amb caserna general (principia), residència del legat, del tribú, hospital, termes, comerços, barracons, graners i un amfiteatre.
Cap al 120 se'n retiraren els vexillatio, i amb això el destacament perdé importància militar. El 190 Septimi Sever en reconstruí els edificis abandonats, i els dotà de personal militar. Sota Caracal·la, a la primeria del s. III, se'n reconstruí el port sud-occidental, l'amfiteatre i els allotjaments dels legionaris, mentre que en els anys posteriors la legió fou traslladada probablement per socórrer els emperadors durant les guerres civils de finals del s. III. Mentre la legió n'estava absent un equip de treballadors s'encarregà del manteniment de les estructures, però al s. III, els usurpadors Carausi i Al·lecto derrocaren la fortalesa. La ciutat d'Isca continuà creixent de manera independent, mentre que la basílica i els banys s'usaren com a refugis d'animals.
Les excavacions mostren que la presència de l'exèrcit romà s'hi mantingué fins a almenys l'any 380.

## Cristianisme
Segons Gildas i Beda, a Isca van morir dos dels primers màrtirs de Britànnia, Aaró i Juli, presumiblement en l'època de Dioclecià, cap al 304.

## Amfiteatre
Per la seua forma arredonida, algunes tradicions locals la vinculen a la Taula redona del rei Artús. El 1926 Victor Erle Nash-Williams començà les excavacions del monument, i aquestes demostraren que s'havia construït cap a 90 i reconstruït dues vegades en dos segles successius.

## Restes

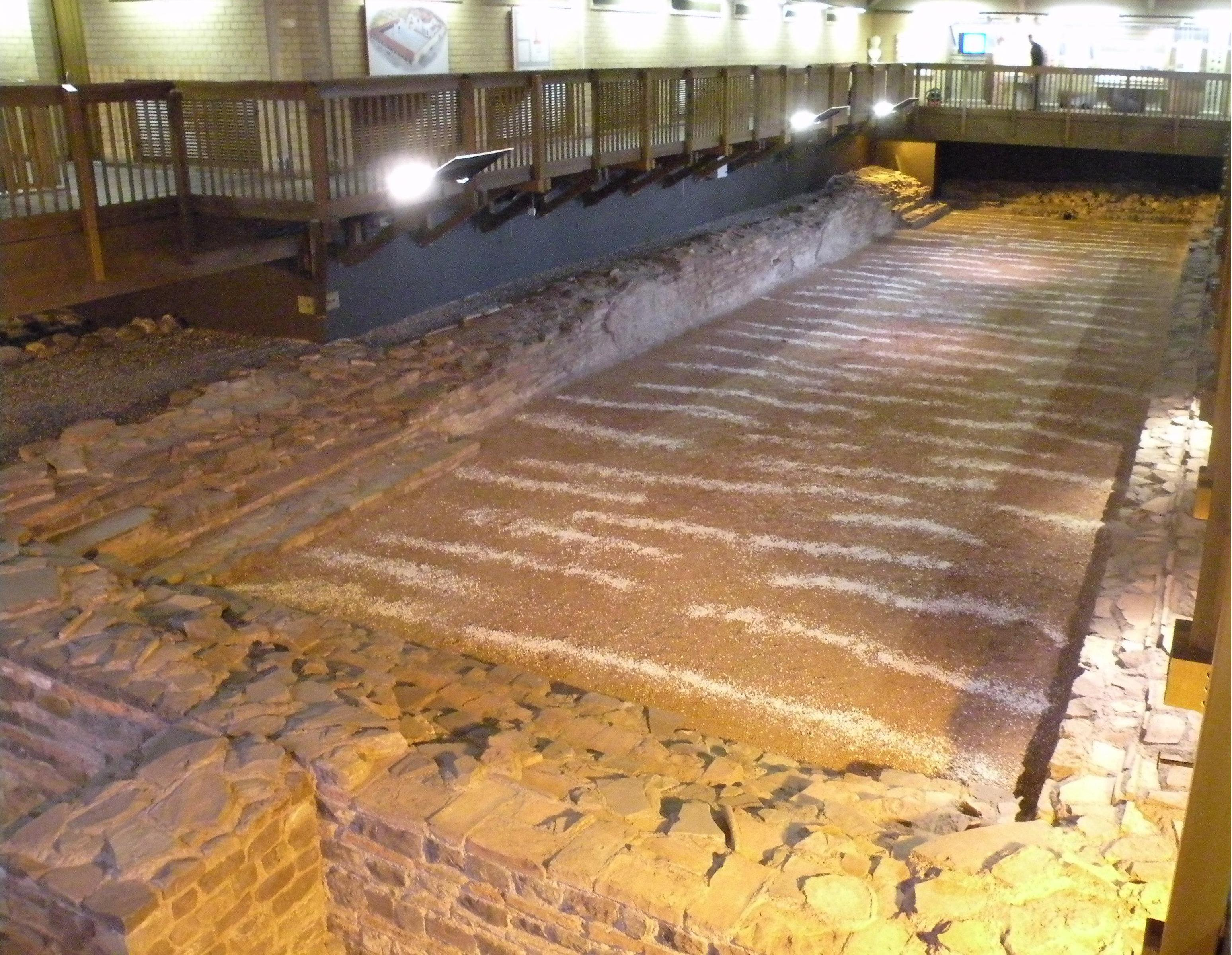
Bany romà

En Caerleon són visibles molts edificis romans.
La Cadw (organisme de l'Assemblea Nacional de Gal·les encarregat de protegir, conservar i promoure el patrimoni arquitectònic de Gal·les) administra:
- L'amfiteatre militar, un dels més grans de Britànnia.
- Part dels banys militars, amb el Museu de les Termes Romanes.
- Els barracons de Prysg Field, l'únic allotjament de legionaris romans encara visible a Europa.
- El mur, l'alçada del qual en els seus punts millor conservats arriba a 4 metres.
- El National Roman Legion Museum, que exhibeix objectes trobats durant les excavacions.